# Wachthubel (Aeschi)
Wachthubel ist der Name eines nach Nordosten weisenden Bergvorsprungs bei Aeschiried auf dem Gemeindegebiet von Aeschi bei Spiez im Verwaltungskreis Frutigen-Niedersimmental des Schweizer Kantons Bern sowie des auf demselben Vorsprung gelegenen Weilers.
Auf dem Wachthubel befand sich früher eine Hochwacht, worauf der heutige Name noch hinweist. Es handelt sich dabei um eine Zusammensetzung mit dem vor allem noch in der westlichen Deutschschweiz verbreiteten Wort Hubel ‹Erhebung› als Hinterglied.